# Franz Wilhelm Seiwert
Franz Wilhelm Seiwert (Keulen, 9 maart 1894 - aldaar, 3 juli 1933) was een Duits avant-gardistisch schilder en beeldhouwer, en lid van de Keulse Progressieven.

## Levensloop

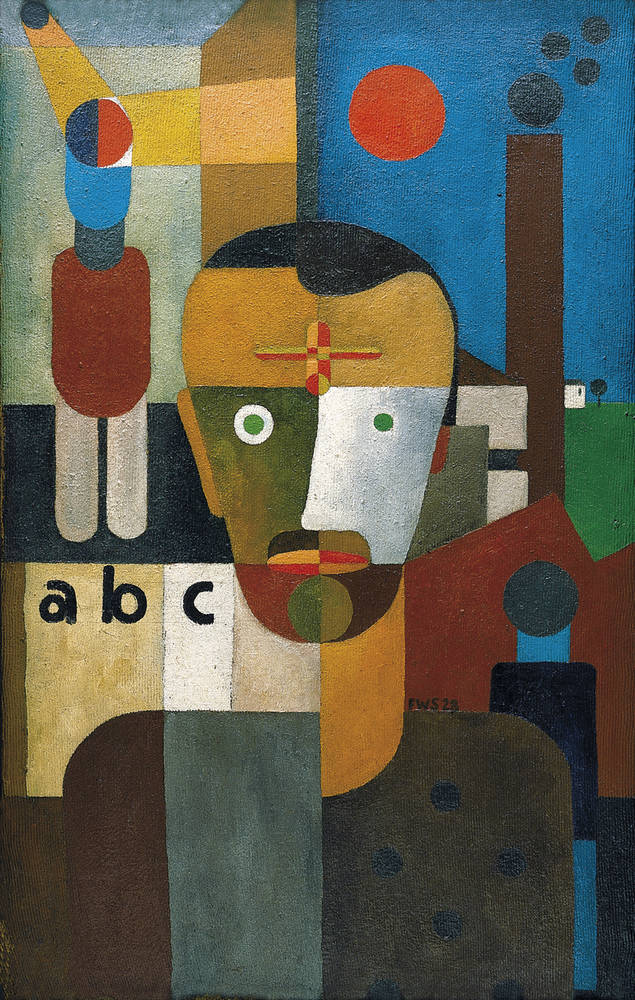
F. W. Seiwert. Zelfportret. 1928. Olieverf op doek. 79 × 50 cm. Wuppertal, Von der Heydt-Museum

Seiwert zat in 1910 op de Kölner Kunstgewerbeschule en kwam rond 1916 in aanraking met het expressionisme.
In de jaren 1919 en 1920 verbleef hij in Simonskall, in de Eifel, waar veel Keulse kunstenaars zich na de Eerste Wereldoorlog hadden teruggetrokken.
In 1921 keerde hij terug naar Keulen, waar hij in de ban raakte van het Marxisme.
Van 29-31 mei 1922 was hij aanwezig op het ‘Eerste Internationaal Congres van Progressieve Kunstenaars’ in Düsseldorf.
Vanaf 1929 was hij uitgever van a bis z, het orgaan van de Gruppe Progressiver Künstler (de Keulse Progressieven).
Seiwert overleed op 3 juli 1933 in het Israëlitisch Ziekenhuis in Keulen als gevolg van een brandwond, die hij op 7-jarige leeftijd opliep bij het nemen van een röntgenfoto en waarvan hij zijn hele leven last had.
- Gemeinsame Normdatei: 118612972
- International Standard Name Identifier: 0000 0000 6677 0922
- Library of Congress Control Number: n78024710
- Nationale Bibliotheek van Tsjechië: xx0072095
- Nationale Bibliotheek van Israël: 987007507971705171
- Nationale Bibliotheek van Polen: a0000003167765
- Nederlandse Thesaurus van Auteursnamen: 068383142
- RKD-Nederlands Instituut voor Kunstgeschiedenis: 71860
- SNAC: w6cz4h5v
- Système universitaire de documentation: 129295566
- Union List of Artist Names: 500017381
- Virtual International Authority File: 45095347
- WorldCat: E39PBJxMfcQxMg4W6FXVRx4rMP